# Федерація тенісу України
Федерація тенісу України (ФТУ) — всеукраїнська громадська організація, національна спортивна федерація, головним завданням якої є розвиток великого тенісу в Україні. Член Міжнародної федерації тенісу.

## Історія
До проголошення Незалежності України в 1991 році, попередником, що опікувався проблемами тенісу на теренах тодішньої Української РСР, була Тенісна федерація УРСР, яка в свою чергу була частиною Федерації тенісу СРСР.
Взята на облік органами державної влади України 28 січня 1992 року. Статут організації був зареєстрований Міністерством юстиції України 7 жовтня 1998 року.
У 2021 році Федерація тенісу України виступила співорганізатором професійного турніру Kyiv Open.
Під час вторгнення Росії до України в 2022 році Тенісний центр Федерації, що був розташований в Ірпіні, і який неодноразово організовував змагання ITF World Tennis Tour, включаючи юніорські турніри, а також події ITF Seniors і безліч конкурсів Tennis Europe та національних чемпіонатів, знищено і разом із усією інфраструктурою перетворено в руїни.
До того, у лютому 2022 року, одразу після повномасштабного вторгнення Росії до України, Федерація офіційно звернулася до президента Міжнародної федерації тенісу (ITF) Девіда Хаггерті з вимогою негайно виключити з-поміж членів організації федерацій тенісу Росії та Білорусі через війну, яку РФ розв'язала проти України, а Білорусь підтримала. У травні 2022 року ITF задовольнила цю вимогу.

### Проєкти
На початку вересня 2022 року за підтримки Федерації тенісу України і у співпраці з Фондом розвитку тенісу України запущено спеціальний проєкт з реабілітації дітей війни та сиріт за допомогою професійної програми тренувань з великого тенісу.

### Скандали
Улітку 2022 року організація і її керівництво опинилися у центрі гучного скандалу. Так, професійні українські тенісисти, серед яких Людмила і Надія Кіченок, Марта Костюк, Ілля Марченко, Сергій Стаховський, Еліна Світоліна та інші, направили до Міжнародної федерації тенісу (ITF) листа з вимогою негайно відсторонити віцепрезидента Федерації тенісу України Євгена Зукіна з усіх посад у тенісі, як в українському, так і в європейському, через систематичний тиск і цькування тенісистів, спілкування в грубій і непристойній формі з гравцями збірної України з тенісу, а також через погрози і шантаж з боку останнього. Пізніше Федерація тенісу України в особі президії спростувала і відкинула всі звинувачення провідних тенісистів, визнавши їх такими, що не відповідають дійсності. Наслідком скандалу стало те, що деякі підписанти листа-вимоги до ITF з невідомих причин не увійшли до складу чоловічої збірної України з тенісу на матч з Угорщиною в рамках Кубку Девіса.

## Персоналії
- Беньямінов Герман Федорович — перший президент Федерації тенісу у незалежній Україні (обраний 1991 року)[13].
- Медведєв Андрій Олегович — президент Федерації тенісу України у 2004—2006 рр.[14].
- Лагур Сергій Миколайович — чинний президент Федерації тенісу України.